# Jussi Udelhoven

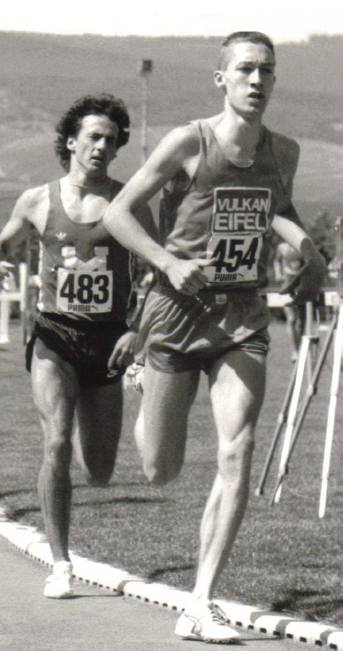
Jussi Udelhoven (vorne), 1985 im Trikot der LG Vulkaneifel

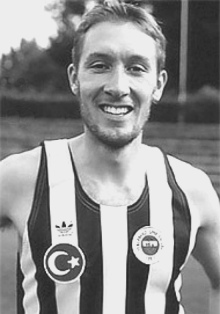
Jussi Udelhoven, am 30. Mai 1993 beim Europa-Cup der Landesmeister in Istanbul. (Nach dem Trikottausch mit dem Läufer von Fenerbahçe.)

Jussi Udelhoven (auch: Johannes Udelhoven, eigentlich Johann-Peter Udelhoven; * 25. Februar 1966 in Berlin) ist ein ehemaliger norwegischer Mittelstreckenläufer deutscher Herkunft, der sich auf die 800-Meter-Distanz spezialisiert hatte.

## Leben
1985 wurde er Juniorenvizeeuropameister, und 1986 wurde er Sechster bei den Leichtathletik-Halleneuropameisterschaften in Madrid.
1990 wurde er Deutscher Meister; in der Halle hatte er im gleichen Jahr die Vizemeisterschaft errungen. Bei den Leichtathletik-Hallenweltmeisterschaften in Sevilla schied im Vorlauf aus. 1993 nahm er, seit 1987 in Oslo lebend, die norwegische Staatsbürgerschaft an. Im gleichen Jahr wurde er norwegischer Hallenmeister. 1994 wurde er norwegischer Vizemeister und schied bei den Leichtathletik-Europameisterschaften in Helsinki im Vorlauf aus.
Seit 1987 wurde Udelhoven in Oslo von Eystein Enoksen trainiert; ab 1988 kam als Leverkusener Vereinstrainer Paul-Heinz Wellmann dazu.
Als Einladungsgast war Udelhoven auch bei den neuseeländischen (1988, 2. Platz) und israelischen (1995, 1. Platz) Landesmeisterschaften erfolgreich.
In seiner Jugend war Jussi Udelhoven neben der vielseitig betriebenen Leichtathletik auch als Orientierungsläufer, Crossläufer und Fußballer im Verein aktiv. Als Wettkampfsportler war Udelhoven zuletzt im Jahr 1995 aktiv.
Sein Großvater ist der Erfolgstrainer und Deutsche Meister im 800-Meter-Lauf Heinz Schlundt, seine Großmutter ist Therese Schlundt. Seine Mutter ist die Deutsche Vizemeisterin im 80-Meter-Hürdenlauf Ingrid Schlundt, sein Vater ist Peter Udelhoven. Sein Bruder Lukas (* 1967) war in den 1990er Jahren belgischer Meister im Zehnkampf und lebt mittlerweile auch in Norwegen. Seine Halbschwestern Tilia Udelhoven (* 1992) und Luna Udelhoven (* 1994) konnten sich bereits bei deutschen Alterklassenmeisterschaften erfolgreich platzieren.

## Außersportliches
Nach dem Abitur an der Bischöflichen Schule im belgischen Sankt Vith studierte Udelhoven zunächst Katholische Theologie in Bonn; 1987 Abbruch des Theologiestudiums und Umzug nach Oslo.

## Pressestimmen
Zu Udelhovens internationaler Laufbahn schrieb die Süddeutsche Zeitung unter der Überschrift „Kosmopolit, norwegischer“: „Die Bild-Zeitung hat Jussi Udelhoven einmal ‚den Finnen‘ genannt. Das hat leider nicht gestimmt, auch wenn sein Vorname aus dem Finnischen stammt. Aber wundern muß man sich nicht, wenn mal wieder jemand Udelhovens Bio- und Geographie durcheinander bringt. Es ist nämlich so, daß der Deutsche Jussi Udelhoven, den alle nur ‚den Belgier‘ nannten, (jetzt) Norweger ist. (...) Streng genommen, sagt Udelhoven, habe das mit dem Sport eigentlich nichts zu tun. ‚Ich bin regelrecht ausgewandert‘, sagt er.“

## Vereine
| Verein                | Land        | Sportart          | Zeitraum  | Erfolge                                                                                           |
| --------------------- | ----------- | ----------------- | --------- | ------------------------------------------------------------------------------------------------- |
| Joensuun Kataja       | Finnland    | Leichtathletik    | 1978–1982 | Nordkarelischer Jugendmeister im Dreisprung                                                       |
| Rapid Oudler          | Belgien     | Fußball           | 1982–1984 |                                                                                                   |
| Athletik Burg-Reuland | Belgien     | Leichtathletik    | 1978–1983 | Wallonischer Vizemeister im Crosslauf der Schüler, Belgischer Schülermeister 400 m 1983           |
| ARDOC Sankt Vith      | Belgien     | Orientierungslauf | 1980–1984 |                                                                                                   |
| LG Vulkaneifel        | Deutschland | Leichtathletik    | 1984–1985 | Deutscher Jugendmeister 1984, Deutscher Juniorenmeister 1985, Vizeeuropameister der Junioren 1985 |
| ART Düsseldorf        | Deutschland | Leichtathletik    | 1986–1987 | Deutscher Juniorenmeister 1987                                                                    |
| Hamilton Harrier Club | Neuseeland  | Leichtathletik    | 1988      | Neuseeländischer Vizemeister 1988                                                                 |
| Bayer Leverkusen      | Deutschland | Leichtathletik    | 1988–1993 | Deutscher Meister 1990                                                                            |
| IK Tjalve Oslo        | Norwegen    | Leichtathletik    | 1987–1995 | Norwegischer Hallenmeister 1993, Norwegischer Vizemeister 1994, Israelischer Meister 1995         |
| Søgne IL              | Norwegen    | Leichtathletik    | 2000      |                                                                                                   |

## Persönliche Bestzeiten
- 800 m: 1:45,68 min, 26. August 1992, Koblenz
  - Als norwegischer Staatsbürger: 1:46,36 min, 1. August 1993, Köln
  - In der Halle: 1:47,94 min, 8. Februar 1986, Sindelfingen
- 400 m Hürden: 52,96 s, 11. August 1984, Bonn